# Nathan Torquato
Nathan César Sodário Torquato (Praia Grande, 9 de janeiro de 2001) é um atleta de parataekwondo brasileiro.

## Biografia
Através do contato do seu Professor e técnico Jackson de Oliveira junto federação de Taekwondo do estado de São Paulo, Nathan Torquato passou a competir campeonatos estaduais, obtendo por diversas vezes ao título Paulista, chegando a ser campeão brasileiro e copas do brasil. Após grande período competindo em eventos no taekwondo convencional, competições de pessoas sem deficiência, Porém com novas regras o proibindo de competir no convencional migrando de forma definitiva  para o parataekwondo. Ele começou a treinar apenas aos três anos de idade com MS Daniel Ravazani em 2004. Entre 2006 a 2018  MS Jackson de Oliveira  Em 2019 Passando Integrar a Equipe RS Team MS Rodney Saraiva, foi eleito o melhor atleta do esporte e conseguiu, nos Jogos Parapan-Americanos em Lima, a medalha de ouro. Nos Jogos Paralímpicos de Verão de 2020 em Tóquio conquistou o ouro após chegar à final da categoria até 61 kg masculino e se consagrar campeão.